# Grito de Yara

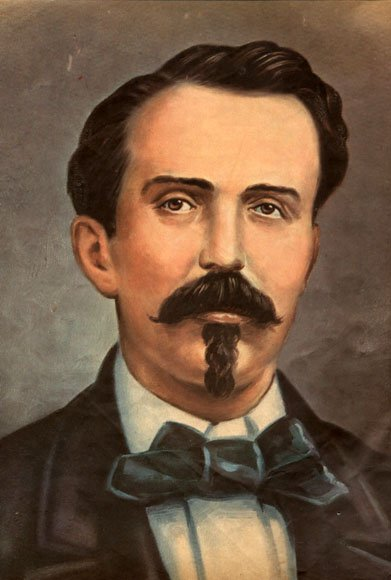
Carlos Manuel de Céspedes

Se denomina como Grito de Yara al inicio del proceso independentista de Cuba de España que fue iniciado por Carlos Manuel de Céspedes el 10 de octubre de 1868.

## Historia
En la noche que transcurrió del 9 al 10 de octubre de 1868 en el ingenio La Demajagua, inició la Guerra de los Diez Años. En ese lugar, Carlos Manuel de Céspedes dio a conocer el Manifiesto de la Junta Revolucionaria de la Isla de Cuba, las ideas y los fines del movimiento revolucionario que buscaba la independencia basado en la igualdad de todos los hombres, blancos o negros, cubanos o españoles, mantenida por el Padre Félix Varela al defender la abolición de la esclavitud.
La idea inicial de Céspedes, desde ese momento considerado "Padre de la Patria", era tomar la ciudad de Manzanillo, no solo por la cercanía al lugar del pronunciamiento, sino por la importancia de la plaza; sin embargo, la pérdida del factor sorpresa, la falta de experiencia marcial de los milicianos y la carencia de armas de fuego, le hicieron desistir de la idea. No obstante, como prueba de la intención, fue la composición, por parte del mismo Céspedes, de la Marcha a Manzanillo, himno patriótico con el cual pensaba soliviantar el espíritu público de los manzanilleros cuando tomara la plaza; importante fue también la firma del Manifiesto de la Revolución que sería rubricado en Manzanillo y no en el lugar donde ciertamente se verificó y juró: el ingenio La Demajagua.
Después de terminada la reunión convocada por Carlos Manuel de Céspedes en este sitio —y ante la imposibilidad de tomar la portuaria ciudad de Manzanillo—, los revolucionarios (en un número aproximado de 600), decidieron marchar hacia Sierra de Naguas con el objeto de aumentar las fuerzas insurgentes; no obstante, a su paso por el poblado de Yara, fueron dispersados por una columna española proveniente de Bayamo.
El comienzo de la Guerra de los Diez Años se ha relacionado con Yara debido, precisamente, a que mientras la reunión y planteamientos realizados en La Demajagua pasaron inadvertidos inicialmente, la derrota de los insurrectos en el asalto al pueblo de Yara, al serle comunicada al capitán general, fue lo que recogió la prensa de La Habana y Madrid.
La bandera enarbolada por Céspedes fue confeccionada por Candelaria Acosta, pero la estrella fue dibujada por Emilio Tamayo. Esta bandera fue utilizada en la provincia de Oriente como el emblema de la nueva república, hasta que la Asamblea de Guáimaro fue adoptada la de Narciso López.